# Desterritorialização
A desterritorialização e reterritorialização são conceitos filosóficos teorizados por Gilles Deleuze e Félix Guattari, no campo da esquizoanálise, em sua obra conjunta "Capitalismo e esquizofrenia (O anti-Édipo, de 1972; e Mil Platôs, de 1980)". A desterritorialização determina que qualquer processo de troca que se dá em meio às interações sociais permite que, através do processo de desterritorialização e reterritorialização, sejam transformados em termos de contexto, significado e aplicação psicossocial.
De acordo com Deleuze e Guattari, a verdadeira política da antipsiquiatria consiste em desfazer todas reterritorializações que transformam a loucura em patologia; e em desterritorializar o esquizoide para libertá-lo em todos os fluxos.

## Capitalismo e esquizofrenia
Em O anti-Édipo (1972), Deleuze e Guattari tecem críticas positivas acerca do desenvolvimento do conceito de psiquismo por Freud que, de acordo com a interpretação esquizoanalítica, tratou-se da desterritorialização do conceito da libido. Por outro lado, eles reterritorializam este conceito e tecem também críticas negativas, tratando a libido como a base da  edipianização, que acaba por castrar a psique dos indivíduos, transformando-os numa massa indistinta — não há mais uma univocidade do ser e todos se tornam Édipo.
Já em Mil Platôs (1980), a desterritorialização é utilizada para caracterizar o corpo sem órgãos (CsO), de modo que o desejo não estaria limitado às afeições de um indivíduo, nem ao estado material deste, pois corpos sem órgãos não podem ser forçados ou desejados à existência, já que Deleuze e Guattari interpretam-no como o produto essencial de uma condição de intensidade-zero, a qual estaria vinculada à esquizofrenia catatônica que, por sua vez, emprega seu modelo à morte.

## Uso antropológico e geográfico
Aplicada à geografia cultural, a desterritorialização significa a quebra do vínculo de territorialidade entre um povo e o território que este ocupa. Neste uso, a expulsão dos acadianos pelos britânicos, no contexto da Guerra dos Sete Anos (1756–1763), é um exemplo de desterritorialização antropológica e geográfica.

## Meios de comunicação de massa
Desde a introdução da mídia de massa, a requalificação tornou-se mais prevalente. A mídia de massa acelerou o processo de desterritorialização e requalificação e permitiu que ocorresse em nível global.